# Diego d'Alcalá
Pour les articles homonymes, voir Diego.
Diego d'Alcalá (San Nicolás del Puerto, 14 novembre 1400 - Alcalá de Henares, 13 novembre 1463) ou Didace est un frère lai franciscain observant reconnu saint par l'Église catholique et fêté le 13 novembre.

## Biographie
Très pauvres, ses parents placent Diego tout jeune sous la garde d'un ermite qui vivait non loin de San Nicolás del Puerto, son village natal.

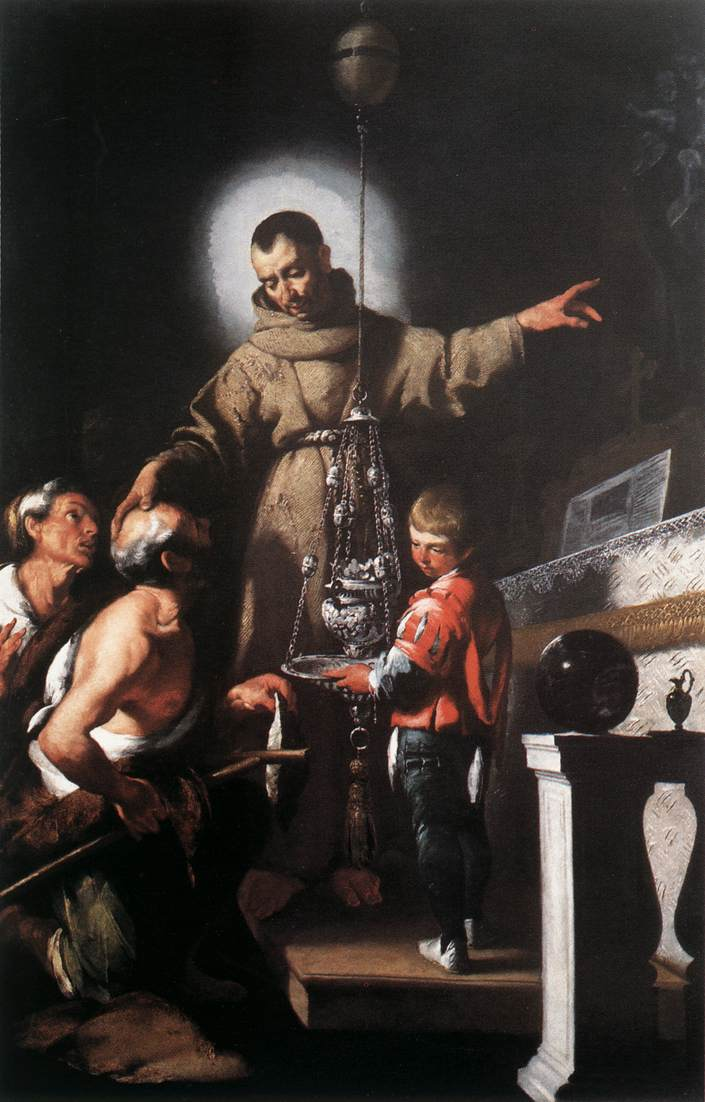
Miracle de Diego d'Alcalá par Bernardo Strozzi.

Se sentant appelé à la vie religieuse, Diego demande son admission chez les frères mineurs de l'Observance, au couvent d'Arizafa. Il est reçu comme frère lai. À ce poste, il effectue toutes sortes d'humbles tâches : cuisine, jardin, soins aux malades, avec bienveillance, et courage, soutenu par une prière constante et une foi profonde.
En 1445, il est envoyé dans la communauté franciscaine de Fuerteventura, aux îles Canaries, comme gouverneur. Ces nouvelles responsabilités sont, pour un frère lai, une exception, mais ses supérieurs apprécient son zèle, et sa profonde obéissance aux règles de l'ordre.
En 1449, il revint en Espagne métropolitaine d'où il part pour Rome, afin d'assister à la canonisation de saint Bernardin de Sienne en 1450.
À Rome, il est attaché aux soins des malades, à l'infirmerie du couvent d'Ara Cœli. Là, il se dévoue totalement aux patients qui lui sont confiés, et de multiples guérisons sont attribuées à sa pieuse intercession.
Finalement, il retourne en Espagne, au couvent Santa María de Jesús d'Alcalá de Henares où il achève sa vie, dans la pénitence, la solitude, la contemplation et la prière permanente.
Il meurt le 12 novembre 1463 d'un abcès. Selon la tradition, après sa mort, son corps, qui n'est pas enterré, ne se corrompt pas, et au contraire, exhale une odeur suave.

## Ses miracles

### De son vivant
- Diego avait une profonde vénération pour la Vierge Marie. Il avait l'habitude d'oindre les malades avec l'huile de la lampe qui brûlait devant l'image de la Vierge, en les marquant avec un signe de croix. Et ainsi, de nombreux malades guérissaient spontanément et miraculeusement.

### Après sa mort

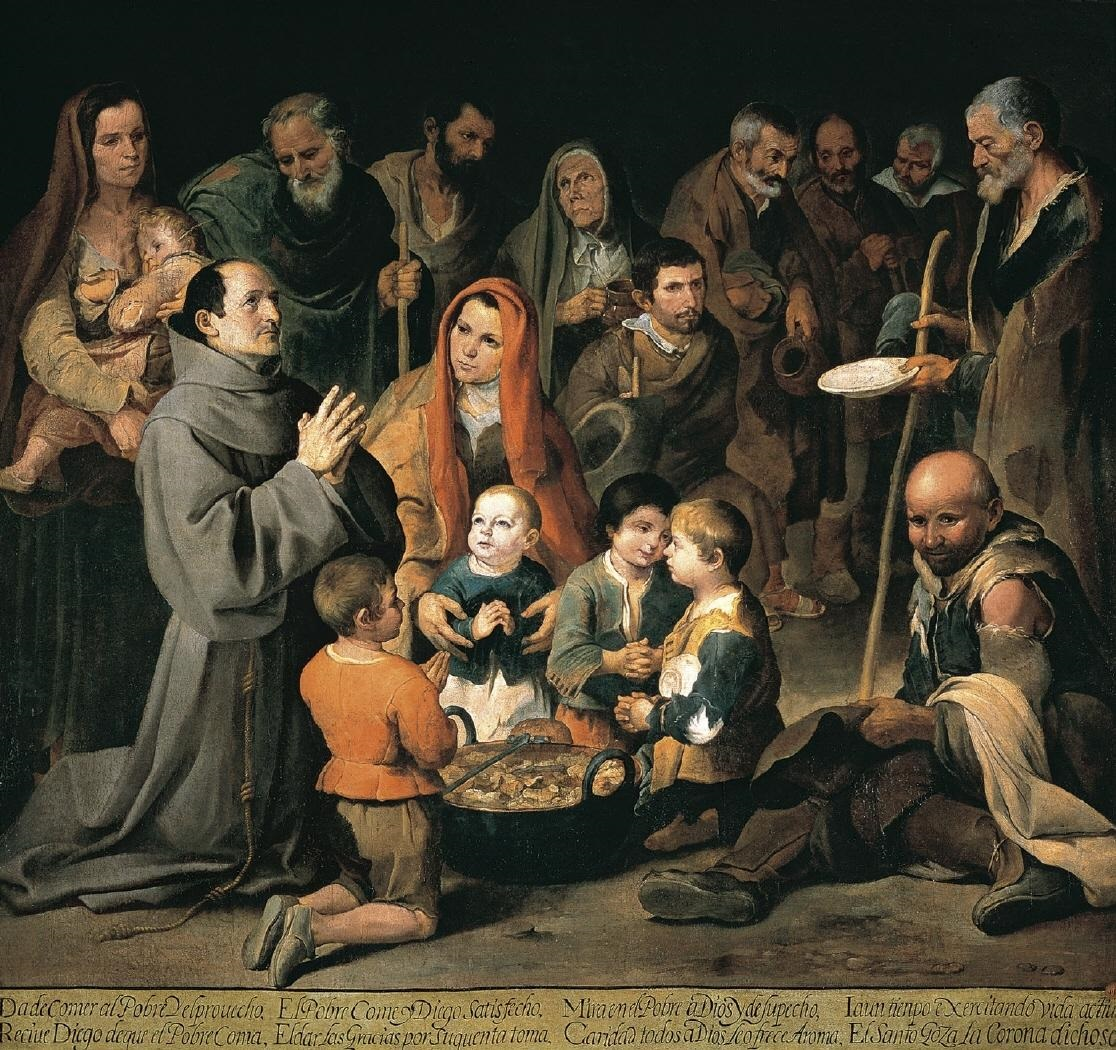
San Diego d'Alcalá nourrit les pauvres par Bartolomé Esteban Murillo.

- Lors d'une partie de chasse, Henri IV de Castille tomba de cheval et se blessa au bras. Il souffrait terriblement, et les médecins étaient impuissants à le soulager. Il alla prier Diego, et le supplia de le guérir. On sortit donc le corps du saint de son cercueil, et on le plaça tout près du roi. Henri baisa le corps, et mit la main du saint sur son bras blessé. Immédiatement, sa douleur disparut, et son bras reprit une force normale.
- Don Carlos, Prince des Asturies, fils de  Philippe II d'Espagne avait un caractère difficile et menait une vie dissolue. La nuit du 19 avril 1562, il titubait dans le noir, après une nuit passée avec des amis, et tomba dans les escaliers, sa tête heurtant les marches. Il fut retrouvé le lendemain matin, inconscient, aveugle et à demi paralysé. Peu de temps après, sa tête se mit à enfler énormément, et il fut pris d'une violente fièvre. Dans un moment de lucidité, il demanda de l'aide à Saint Diego. On apporta alors le corps du saint dans sa chambre. Le supérieur du couvent plaça la main de Carlos sur la poitrine de Saint Diego. Le prince s'endormit profondément. Six heures plus tard, il se réveilla en parfaite santé, racontant qu'il avait fait un rêve dans lequel Saint Diego lui assurait qu'il ne mourrait pas tout de suite.

## Canonisation
Il est canonisé par le Pape Sixte V en 1588 et fêté le 12 novembre.

## Iconographie

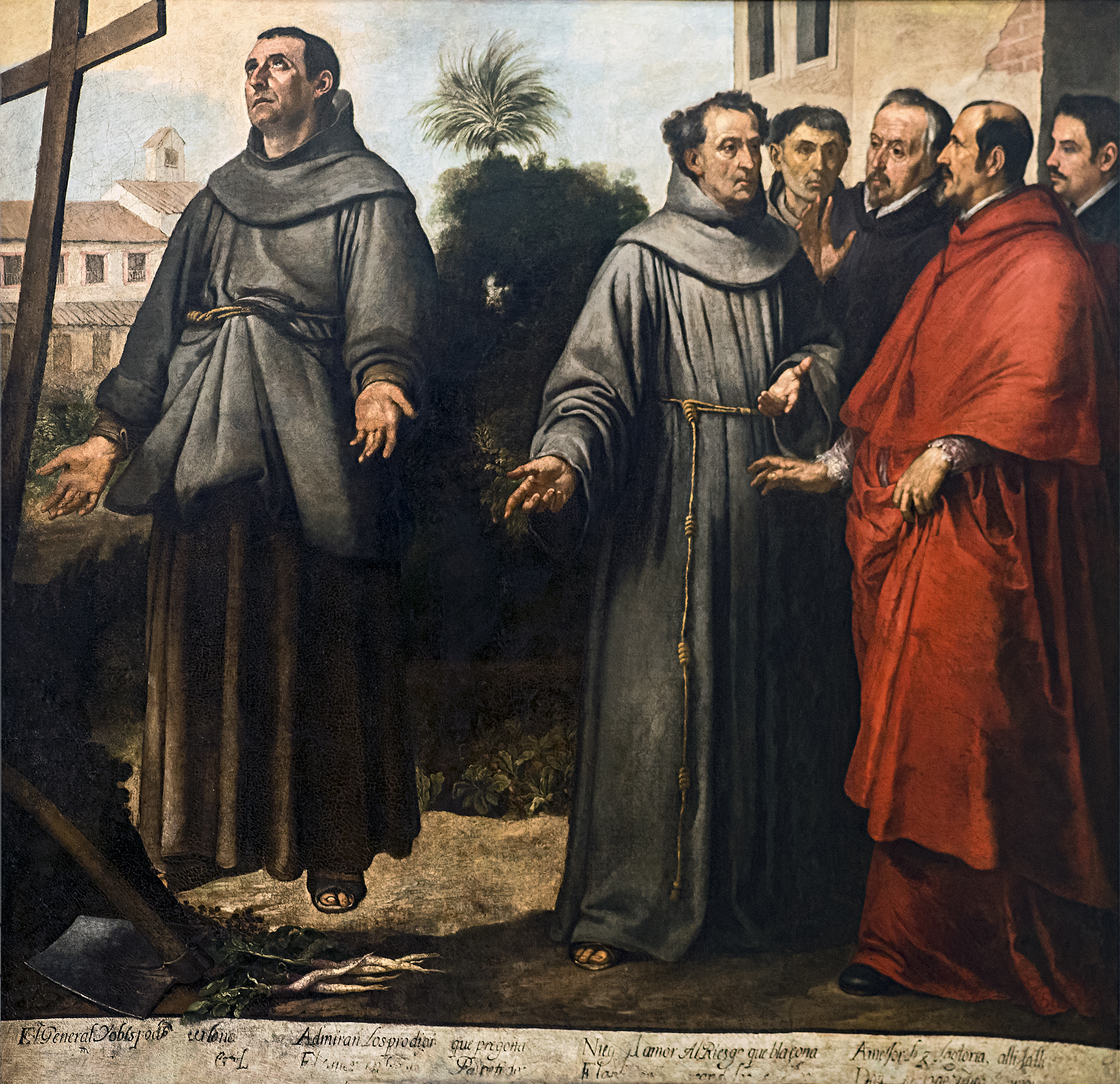
San Diego de Alcalá de Henares en extase devant la Croix, par Bartolomé Esteban Murillo, au musée des Augustins de Toulouse.

- Diego d'Alcalá a été peint entre autres par Bartolomé Esteban Murillo, peintre espagnol :
  - Saint Diego faisant l'aumône - 1645-46 - Académie San Fernando -  Madrid, Espagne ;
  - La Cuisine des Anges - 1646 - Musée du Louvre - Paris  - France ;
- par Jacques Ligozzi : Saint Diego d'Alcalá guérissant les malades  -  1620 - Florence ;
- et par Guido Reni : Saint Diego Alcalá (v 1 600) - collection particulière[3],[4].

## Autres documents
- (es) Ensayo biobibliográfico sobre san Diego de Alcalá - Aleiandro Recio Veganzones - Libreria-Editorial Cisneros, Madrid, (1914) - 2000, vol. 60, no 236, p. 259-305 - ISSN 0004-0452

## Sources
- (en) Cet article est partiellement ou en totalité issu de l’article de Wikipédia en anglais intitulé « Didacus of Alcalá » (voir la liste des auteurs).